# Walter Donaldson (snooker)
Pour les articles homonymes, voir Walter Donaldson.
Walter Donaldson, né le 4 janvier 1907 à Coatbridge, North Lanarkshire, Écosse et mort le 24 mai 1973 dans sa maison du Buckinghamshire, était un joueur de snooker écossais.
C'est le premier joueur écossais à marquer de son empreinte le monde du snooker. Il a remporté deux fois le titre de champion du monde, en 1947 et 1950.

## Carrière
Donaldson remporte en 1922 le championnat national des moins de 16 ans, à l'âge de 15 ans. L'année suivante, en 1923, il devient professionnel. Il n'intègre le championnat du monde qu'en 1933, où il est battu en demi-finale par Joe Davis. Il atteint les quarts de finale en 1939, et les demi-finales en 1940. Les championnats du monde sont suspendus pour le reste de la Seconde Guerre mondiale, durant laquelle Donaldson sert dans l'armée britannique.
Les championnats du monde reprennent en 1946, avec une nouvelle victoire de Joe Davis, qui prend sa retraite immédiatement après. Durant l'année qui suit, Donaldson inscrit un break de 142, le meilleur break jamais réalisé jusqu'alors ; puis remporte le championnat du monde de 1947 contre Fred Davis, le petit frère de Joe. 7 autres finales du championnat du monde verront les deux joueurs s'opposer, mais Donaldson n'en remporte qu'une seule, abandonnant 6 titres à Fred Davis.
En 1954, après trois défaites consécutives en finale, Donaldson se retire du monde du snooker, transformant sa salle de billard en étable. Il meurt le 24 mai 1973, dans sa résidence en Angleterre.

## Palmarès
| Légende | Catégorie                      | Titres                         | Finales                        |
|         | Tournois classés               | 0                              | 0                              |
|         | Tournois non classés           | 2                              | 6                              |
| Gras    | Tournois de la triple couronne | Tournois de la triple couronne | Tournois de la triple couronne |

### Titres
| Saison | Nom du tournoi           | Lieu    | Finaliste  | Score | Tableau |
| 1947   | Championnat du monde     | Londres | Fred Davis | 82-63 | Tableau |
| 1950   | Championnat du monde (2) | Londres | Fred Davis | 51-46 | Tableau |

### Finales perdues
| Saison | Nom du tournoi           | Lieu    | Vainqueur  | Score | Tableau |
| 1948   | Championnat du monde     | Londres | Fred Davis | 61–84 | Tableau |
| 1949   | Championnat du monde (2) | Londres | Fred Davis | 65–80 | Tableau |
| 1951   | Championnat du monde (3) | Londres | Fred Davis | 39-58 | Tableau |
| 1952   | Championnat du monde (4) | Londres | Fred Davis | 35–38 | Tableau |
| 1953   | Championnat du monde (5) | Londres | Fred Davis | 34-37 | Tableau |
| 1954   | Championnat du monde (6) | Londres | Fred Davis | 26–45 | Tableau |